# Anlor
Pour les articles homonymes, voir Bizot.
Anlor, née Anne-Laure Bizot le 28 octobre 1978, est une animatrice et autrice de bande dessinée française.

## Biographie
Anne-Laure Bizot naît le 28 octobre 1978. Elle effectue sa formation à l'École nationale supérieure des Arts décoratifs (ENSAD), dont elle sort diplômée en section d'animation,. En 2001, elle réalise son premier court métrage Qui veut du Pâté de Foie ?, en volume animé stop-motion, qui reçoit les prix des festivals d'Annecy, Zagreb, Paris, entre autres. Elle travaille ensuite comme animatrice et réalisatrice. 
Sous le nom de plume Anlor, elle se spécialise ensuite dans la bande dessinée, publiant entre 2011 et 2019 dix albums répartis en 4 séries dans la collection « Grand Angle » de Bamboo : Les Innocents coupables avec Laurent Galandon, puis Amère Russie, À coucher dehors et Camp Poutine avec Aurélien Ducoudray. Les Colombes de Grozny, second volume d'Amère Russie, lui vaut de partager avec son scénariste le prix Saint-Michel 2015 du meilleur album.

## Publications
- Les Innocents coupables, avec Laurent Galandon, Bamboo, coll. « Grand Angle », 3 vol., 2011-2013[4],[5],[6],[7].
- Amère Russie, avec Aurélien Ducoudray, Bamboo, coll. « Grand Angle », 2 vol., 2014-2015[8].
- À coucher dehors, avec Aurélien Ducoudray, Bamboo, coll. « Grand Angle », 2 vol., 2016-2017.
- Camp Poutine, avec Aurélien Ducoudray, Bamboo, coll. « Grand Angle », 2 vol., 2019.
- Ladies With Guns, avec Olivier Bocquet (scénario) et Elvire De Cock (couleurs), Dargaud, 3 vol., 2022-24.

## Prix et distinctions
- 2011 : Prix Révélation Bande Dessinée des lycéens Hauts-de-France, remis lors du Festival d'Amiens, pour Les Innocents Coupables.[réf. souhaitée]
- 2014 : Prix Saint-Michel  du meilleur album pour Amère Russie, avec Aurélien Ducoudray[9]
- 2017 : Prix du public pour A Coucher Dehors, lors du Festival Univers BD de La Ferté-sous-Jouarre.[réf. souhaitée]
- 2022 : Bulot d'Or[10] de la Meilleure Dessinatrice, lors du Festival BD de Dieppe.